# Hughes Glacier
Hughes Glacier är en glaciär i Antarktis. Den ligger i Östantarktis. Nya Zeeland gör anspråk på området. Hughes Glacier ligger 581 meter över havet.
Terrängen runt Hughes Glacier är huvudsakligen bergig, men åt nordost är den kuperad.  Trakten är obefolkad. Det finns inga samhällen i närheten. 